# World Trade Center (PATH)
World Trade Center è una stazione della PATH. Venne originariamente aperta nel 1909 con il nome di Hudson Terminal ma successivamente demolita e sostituita da una nuova stazione denominata World Trade Center nel 1971. Durante gli attentati dell'11 settembre 2001, la stazione è stata distrutta e quindi sostituita con una temporanea nel 2003. La nuova stazione definitiva denominata ufficialmente World Trade Center Transportation Hub è stata aperta il 4 marzo 2016.
La stazione funge da capolinea delle linee NWK-WTC e HOB-WTC ed è collegata alle stazioni Chambers Street-World Trade Center/Park Place, Cortlandt Street e WTC Cortlandt della metropolitana di New York.

## Interscambi
La stazione è servita dalle autolinee gestite da NYCT Bus.
- Fermata metropolitana
- Fermata autobus